# ラクトースオペロン

図1. ラクトースオペロンの概略図。上は負の制御、下は正の制御時。
1:RNAポリメラーゼ、2:lac リプレッサー、3:プロモーター、4:オペレーター、5:ラクトース、6: lacZ、7: lacY、8: lacA.

ラクトースオペロン（lactose operon）とは、 ラクトース （乳糖 lactose）分解に関与する一連の遺伝子の集合オペロンで、リプレッサーとオペレーターにより 転写が支配されている。lac オペロン lac operon とも表記する。lac はラックと読む。
1961年のフランソワ・ジャコブとジャック・モノーによる大腸菌のラクトースオペロンに関する研究と、その際に提唱されたオペロン説は、遺伝子発現の調節に関する研究の大きな転換点となった。

## ラクトースオペロンの構造
オペロンには、タンパク質をコードした構造遺伝子 structural gene およびそれらの発現を制御する 調節遺伝子 regulator gene があるが、このページではその例の一つを解説する。ラクトースオペロンはlacZYAともいわれるが、これはラクトースオペロンがラクトース代謝系の3つの構造遺伝子lacZ、lacY、lacAから構成されているためである。
- lacZ：β-ガラクトシダーゼ beta-galactosidase (EC 3.2.1.23, 反応)(LacZ)をコードする遺伝子である。β-ガラクトシダーゼの活性型は約500 kDaの四量体の酵素である。この酵素は二単糖のβ-ガラクトシドを単糖に分解する。たとえば、ラクトースはグルコースとガラクトースに分解される[注釈 1]。
- lacY:β-ガラクトシドパーミアーゼ galactoside permease (LacY)をコードする遺伝子である。β-ガラクトシドパーミアーゼは30 kDaの膜結合性タンパク質で、膜輸送系を構成する。β-ガラクトシドを細胞内に取り込む。
- lacA:ガラクトシドアセチルトランスフェラーゼ galactoside transacetylase （トランスアセチラーゼとも）(EC 2.3.1.18, 反応)(LacA)をコードする遺伝子である。ガラクトシドアセチルトランスフェラーゼはアセチルCoAからβ-ガラクトシドの6位の炭素にアセチル基を転移させる酵素である。ラクトース代謝における役割ははっきりしていないが、β-ガラクトシドパーミアーゼの運搬に紛れ込む別の物質を無毒化するらしい[1]。通常の遺伝子の開始コドンはAUGであるが、lacAの開始コドンはUUGである。ただし、通常の原核生物の開始コドンと同様にN-ホルミルメチオニン残基を指定している。

この3つの遺伝子はひとかたまりの転写単位であるオペロンとして丸ごと転写されるポリシストロニック・オペロンを形成しており、一つの伝令RNA（mRNA）中に3つの遺伝子に由来する配列を含む。一本のmRNA中のコーディング領域はそれぞれシストロン cistron と呼ばれ、ラクトースオペロン中のシストロンは(ほかのオペロン同様に)、別々に翻訳される。
一方、転写頻度を決定する調節遺伝子はlacP（プロモーター配列）、lacO（オペレーター配列）とプロモータ上流に存在するCAP結合部位の三つである。一般に、オペロンの制御様式は2つに分けられる。転写されないようにする負の制御と転写を促進する正の制御で、関与するタンパク質もそれぞれリプレッサーとアクチベーターと異なっている。ラクトースオペロンのリプレッサーはlac リプレッサー(LacI)でlacIにコードされており、オペレーター配列に結合する。転写を始めるRNAポリメラーゼはプロモーターに結合する必要があり、lac リプレッサーはこれを妨害することで負の制御をおこなっている。一方、アクチベーターはCAP-cAMP複合体であり、プロモーター上流のCAP結合部位に結合することにより、RNAポリメラーゼのプロモーターへの結合を促進する。なお、通常の遺伝子の開始コドンはAUGであるが、lacIの開始コドンはGUGである。
図2. 左のPromoter：lacI のプロモーター、lacI ：lac リプレッサーの遺伝子、左のTerminator：lacI のターミネーター(転写を終了させる配列)、右のPromoter：ラクトースオペロンのプロモーター、Operator：ラクトースオペロンのオペレーター、lacZ、lacY、lacA、右のTerminator：ラクトースオペロンのターミネーター
大腸菌の主な炭素源はグルコースである。しかし、グルコースが欠乏する場合は、普段代謝しないラクトースを利用する。そんな事態の対処としてlacオペロンを転写・翻訳させるための負と正の制御系が存在する。

## 負の制御

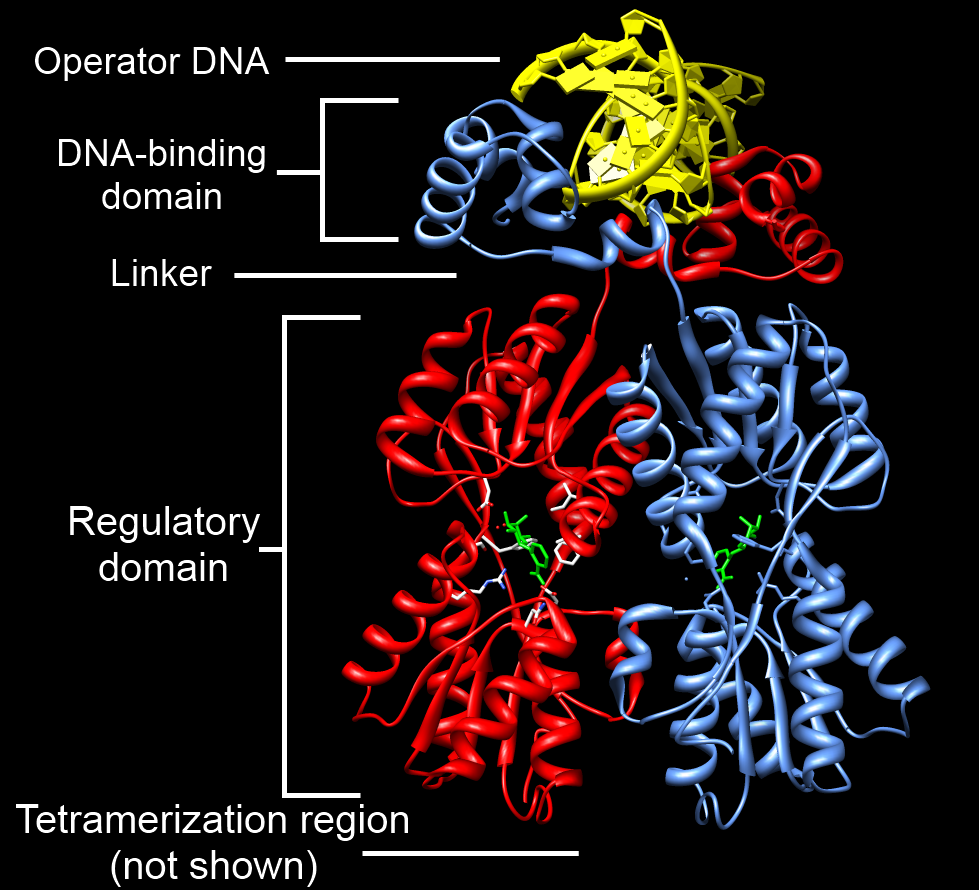
図3. LacI 二量体の結晶構造。2つの単量体(赤と青)は調節部位(Regulatory domain)を持ち、オペレーターに結合することで負の制御をする。それぞれDNA結合用(DNA-binding domain)とコアとなるドメインを持ち、互いに鎖部分(Linker)でつながっている。四量体化させるC末端ヘリックス(Tetramerization region)は表示していない。lac リプレッサーLacIはONPF(緑)とオペレーター(Operator DNA：金色)とで複合体を成している。

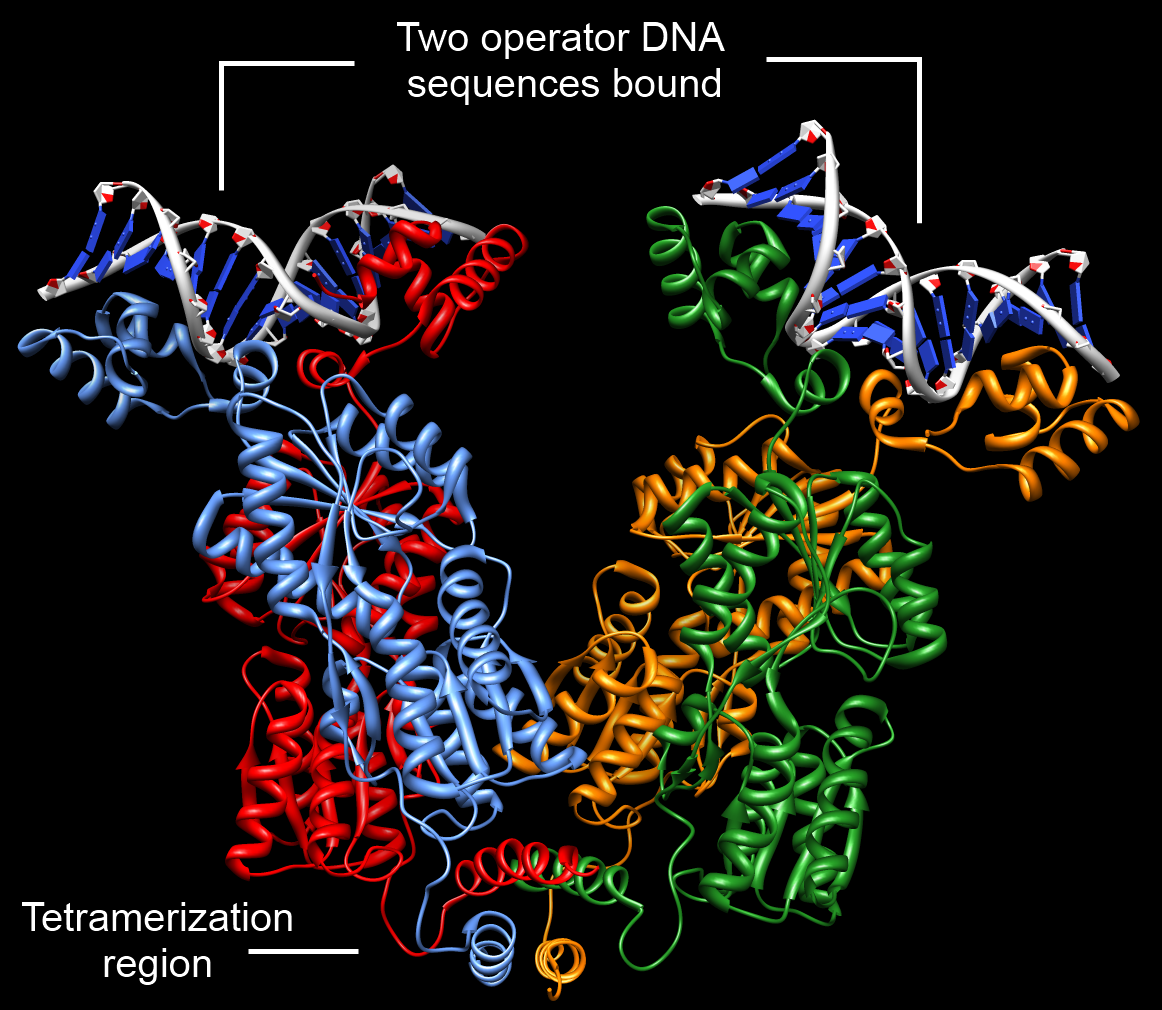
図4. DNAに結合した四量体lac リプレッサーLacIの構造予測。2つの二量体(赤と青および緑と橙)はそれぞれ異なるオペレーター(Two operator DNA sequences bound)に結合する。また、四量体化領域(Tetramerization region)により2つは組み合う。これにより、四量体lac リプレッサーはDNAを歪め、ループを形成する。

負の制御 negative control とは、遺伝子が転写されないよう抑制 repress する機構である。ラクトースオペロンの場合、lacI 遺伝子 lacI gene のコードするlac リプレッサー lac repressor (LacI)というタンパク質が担う。また、ラクトースとその変異体といった種々の糖質もカタボライト抑制を行う。

### lacリプレッサー
lac リプレッサー(LacI)は38 kDaの同じポリペプチドからなる四量体で、機能的には2つの二量体である。構成単位の単量体については、1～59番のアミノ酸はヘッドピース headpiece と呼ばれるDNA結合ドメインであり、残りの部分はコアという。ヘッドピースはトリプシン消化で切り離すことができる。N末端(アミノ末端)のDNA結合モチーフはヘリックスターンヘリックスだ。コアはコアドメイン1と2に分かれ、どちらも共通の構造を持つ。それは、両側を2つずつのαヘリックスに挟まれた、6枚の並んだβシートである。この領域はコアドメイン1と2で活性化因子を挟み込むためのくぼみを作る。結合の意味は#アロステリック調節の項で紹介する。C末端(カルボキシル末端)には7残基離れた2つのロイシン反復配列を含むαヘスがある。これはオリゴマー形成ドメインで、4つの単量体が集結する際に結合させ合う。
二量体について説明する。コアのN末端側部分、活性化因子がはまり込むくぼみの縁部分、疎水性コアドメインの各結合で接触を保つ。互いのC末端領域は平行になるよう突き出す。反対側でヘッドピースは集まっている。二量体が2つ出会い、四量体を形成するが、そのとき結合させるのがC末端のαヘリックスの束だ。
lac リプレッサーLacIはプロモーターの下流すぐにあるlac オペレーター operator (lacO)に結合する。オペレーターには主力と補助が存在し、2つのサブユニットが同時に結合することでDNAをより強力に捉える。抑制がより効果的なものにする。間のDNA領域はループ形成 DNA looping する。この状態が負の制御で、RNAポリメラーゼがDNAを解くのを妨げる。
lac リプレッサーLacIはどのようにオペレーターを探し出すのだろうか。答えは強力な特異的結合能で、ほかのDNA部位に比べてオペレーター部位には4×106倍強く結合する。結合の速度定数も約1010 M-1 s-1と極めて速く、対して解離定数は約10-13 Mと低い。まず適当にDNAへ漂着したあと、それに沿って移動しながら強く引きつくオペレーター部位を探す。
オペレーターは3つで、転写開始部位付近の主力O1(+11位付近)とそれの上流下流に一つずつ補助O2(+412位付近)、O3(-82位付近)がある。O2の位置はlacZ 内だ。これらにしかない塩基配列があり、上記のようにlac リプレッサーは特定の配列への選択制だけでオペレーターを識別できる。Benno Müller-Hillらは3つをあらゆる組み合わせで失活させ、補助プロモーターの重要性を明らかにした。図1に実験結果を示す。
```
    組み合わせ         抑制効果の比率
--O3-----O1-----O2--     1300
--O3-----O1-----//--      440
--//-----O1-----O2--      700
--//-----O1-----//--       18
--O3-----//-----O2--        1.9
--O3-----//-----//--        1.0
--//-----//-----O1--        1.0
--//-----//-----//--        1.0
```

図1. 3つのlacオペレーターの全組み合わせにおける失活時の影響

### カタボライト抑制
ラクトースのみがラクトースオペロンのインデューサー（リプレッサーをDNAから引き離し、負の制御を解除するタンパク質）として機能するのではなく、ラクトースの代謝産物であるグルコースもインデューサーとして機能する。ラクトースおよびグルコースが大量に存在する場合、ラクトースを分解する反応は大腸菌にとっては不必要である。そのため、ラクトースリプレッサーとは別の発現調節がなされる。
グルコースの存在下ではカタボライト抑制 catabolite repression と言われる発現調節機能が働く。lacプロモーターlacPの5'上流側はCAP結合部位（またはCRP結合部位）と重なっており、下流側はRNAポリメラーゼ結合部位となっている。CAP（あるいはCRP）とは、カタボライト遺伝子活性化蛋白質のことで、CAPはcAMP（環状AMP）と結合することにより活性化する。lacオペロンの構造遺伝子の転写を促進するためには、CAP-cAMP複合体がCAP結合部位に結合している必要がある。
グルコースの存在下においてEIIA酵素は非リン酸化状態で存在し、これによってアデニル酸シクラーゼ(EC 4.6.1.1)やラクトースパーミアーゼは不活性化する。それゆえ、アデニル酸シクラーゼによりATPから合成されるcAMPは低濃度となり、同時にラクトースは外部から細胞内に取り込まれることはなくなる。通常のグルコースが十分にある条件下では、cAMPの細胞内の濃度は、CAP-cAMP複合体が形成できるほどにはならず、グルコースは優先して消費される。
グルコースが減少してくると、リン酸化されたEIIA酵素が蓄積し、アデニル酸シクラーゼが活性化してcAMPが盛んに生産される。それゆえCAP-cAMP複合体が形成されるようになる。
結果として、ラクトースオペロンは、ラクトースが存在し、グルコースが不足した条件下にあるとき、初めて発現することとなる。ラクトースとグルコースが豊富に存在する場合では、カタボライト抑制によりまずグルコースが消費され、その後にラクトースが消費される。こうした培地で育てた大腸菌は、二段階増殖（2度の対数増殖期を迎える）の増殖曲線を描く。

## 正の制御
正の制御 positive control とは、遺伝子の発現を促進する機構である。ラクトースオペロンはラクトースの濃度により調節されるので、正の制御はラクトースの存在を示す物質に委ねられねばならない。このような物質を誘導物質(インデューサー inducer)というが、その一つはラクトースの異性体である。負の制御を担うlac リプレッサーはラクトースの存在により不活性化する。代表的なもう一つの例はcAMPで、ラクトース代謝産物であるグルコースの濃度に反比例して増加する。前者は#アロステリック抑制の項で、後者は#誘引の項で紹介する。

### アロステリック調節
負の制御を担うlac リプレッサーはアロステリック調節 allosteric regulation を受け、一部のβ-ガラクトシドが結合することでオペレーターから離れる。その一つのアロラクトース allolactose はラクトースの異性体で、ラクトースのグルコースとガラクトースの結合がβ-1,4結合に対して、β-1,6結合である。ラクトースの異性化によって生じる。ほかにもイソプロピルチオガラクトシド isopropylthiogalactoside：IPTG なども誘導物質である。これらはリプレッサーの大きいドメインの中央部に結合し、構造変化を引き起こす。2つの単量体の各DNA結合ドメインによる結びつきが変化し、2つが同時に結合できなくなってしまう。これにより、オペレーターへの親和性は著しく下がる。
lac リプレッサー存在下でlacZYA は抑制されているが、負の制御は完全ではない。低い濃度ではあるがβ-ガラクトシダーゼとラクトースパーミアーゼは常に細胞内に存在する。細胞あたりのlacリプレッサーLacIは10個だけであり、#''lac'' リプレッサーで紹介した優秀な探索法があるとはいえ、オペレーターを発見するまでの短い間に1回だけ転写されてしまうためだ。このごく低頻度の転写をエスケープ合成 escape synthesis という。さらに、オペロンが転写されればされるほどその数は増すうえに。負の制御の解除は雪だるま式に進む。
ラクトースオペロンのmRNAが現れてから最初の酵素分子が完成するまでには2分の時間が要る。各量が最高値に達するのにも差はあり、mRNA出現からラクトースオペロン由来の酵素合成には時間的隔たりがあるといえる。このため、誘導物質が取り除かれるとmRNAは速やかに分解されるが、それで酵素の合成は直ちに止まってしまう。しかし、β-ガラクトシダーゼは残るので、酵素活性は誘導時のレベルのまま長く続く。

### 誘引
ラクトースオペロンのアクチベーターであるサイクリックAMP cyclic-AMP：cAMP はガラクトースやアラニンなど、他のオペロンでも正の制御をおこなう。この効果はほかのタンパク質と複合体と結合することで発揮される。このタンパク質の一つはカタボライト活性化タンパク質 catabolite activator protein：CAP (サイクリック-AMP受容体タンパク質 cyclic-AMP receptor protein：CRP とも呼ばれる)。

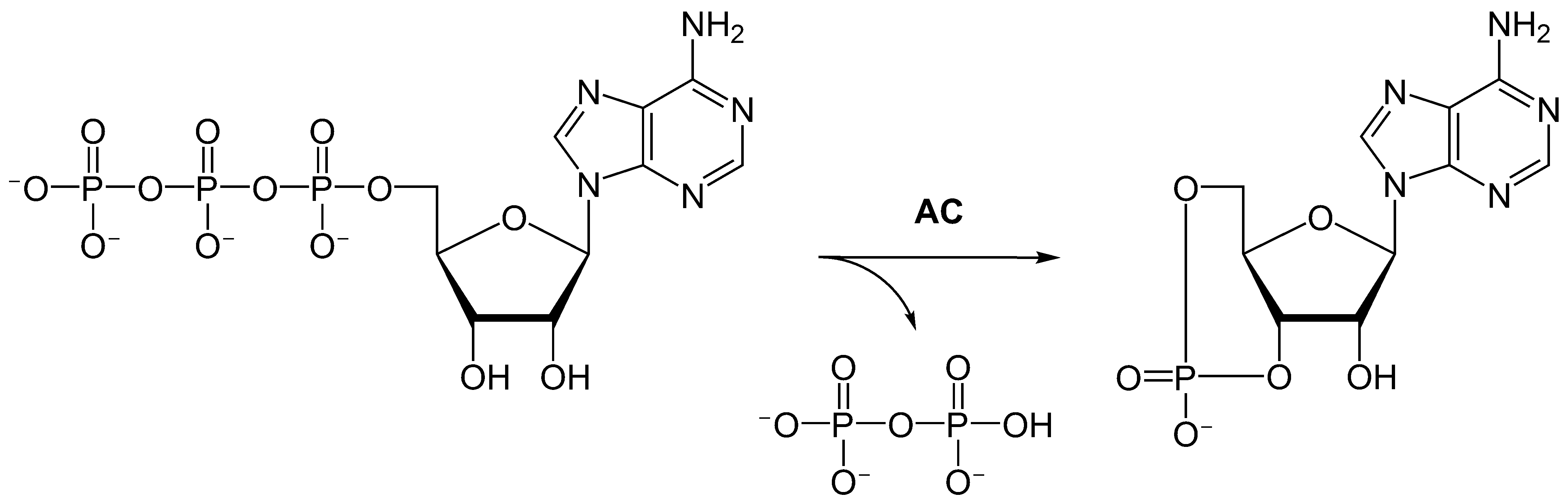
アデニル酸シクラーゼによる ATP(左)からcAMP(右)の合成

CAPとcAMPはどのようにラクトースオペロンを活性化させるのだろうか。これらは、プロモーターの-35ボックスすぐ上流にあるアクチベーター結合部位 activator-binding site であるCAP結合部位にCAP-cAMP複合体が結合することで、転写を実行するRNAポリメラーゼをプロモーターに引き寄せる。これを誘引 recruitment という。ラクトース、ガラクトース、およびアラニンオペロンのアクチベーター結合部位は全てTGTGA配列を含む。硫酸ジメチルにさらす実験で、結合したCAP-cAMP複合体はグアニンをメチル化から保護するためこの重要性がうかがえる。すなわち、特に配列中のグアニンに強く結合するのだ。
誘引には次の2つの段階がある。(1)閉鎖型複合体の形成補助。(2)開放型複合体への移行補助。ウィリアム・マクルーア William McClure はこの過程を以下の式にまとめた。
{\displaystyle R+P\leftrightarrows RP_{c}\longrightarrow RP_{0}}
RはRNAポリメラーゼ、Pはプロモーター、RPcは閉鎖型複合体、RP0は開放型複合体である。前反応の平衡定数はKB、後反応の反応速度定数はk2だ。マクルーアは各反応速度を識別する測定法を開発し、結果、CAP-cAMP複合体はKBを増大させることを確認した。
誘引の際、CAP-cAMP複合体はRNAポリメラーゼと結合する。直接の連結部位はCAPの活性化領域I activation region I：ARI とRNAポリメラーゼαサブユニットのカルボキシ末端ドメイン αCTD だ。転写を開始する段のRNAポリメラーゼ(ホロ酵素)はαサブユニットを2分子含むが、一つはDNAにのみ、もう一つはDNAとCAPの両方に結合する。前者をαCTDDNAと、後者をαCTDCAP,DNAと書き表す。CAP-cAMP複合体は(単独でも)DNAを約100°折り曲げる。おそらく、タンパク質とDNAとの最適な相互作用に欠かせないのだろう。
誘引の開始は大腸菌においてグルコース濃度の低下で決まるが、グルコースを細胞内に輸送するホスホエノールピルビン酸依存性糖リン酸基転移酵素系の酵素IIIがその命令を下す。不足時にこの酵素はホスホエノールピルビン酸由来のリン酸基を 転移させる。受け取ったアデニル酸シクラーゼはアデノシン三リン酸をcAMPに変換し、CAPと複合体を成すようその細胞内濃度を高める。真核生物ではこれと似たシグナル伝達機構のアデニル酸シクラーゼシグナル伝達経路を持つ。そこではcAMPなどがセカンドメッセンジャーとして活躍する。
CAP-cAMP複合体が正の制御を行うことを証明したのはアイラ・パスタンだった。複合体の解離定数を1～2×10-6 Mと測定したが、この実験でcAMPへの結合が約10分の1であるCAP変異体を単離した。この変異体細胞にcAMPを与えた結果では、βガラクトシダーゼの産生が野生型に比べ、明らかに劣っている。しかし、この変異体の抽出物に野生型CAPを添加してところ、約3倍促進されたため正の制御機能は断定された。
CAPおよびcAMPが働くオペロンでは一般にプロモーターは非常に弱い。-35ボックスは共通配列に似ていなく、ほとんどは共通配列として認識できない。これは活性化因子の役割を維持するためで、もし強いプロモーターがあるなら十分なグルコース存在下でも無意味な転写を引き起こすだろう。そのような変異体は実際にあり（例えばラクトースUV5プロモーター）、負の制御を無視する。

### その他の正の制御
ウィリアム・マクルーアはフィリップ・マラン Philip Malan とともに、別の活性化の過程を発見した。ウィリアム・レズニコフ William Resnikoff は主要の上流に別のプロモーターを発見したが、マクルーアはP1、P2と呼び分けた。マクルーアとマランは、CAP-cAMP複合体がP2での転写を減少させる一方、主要なP1 は促進することを見出した。P2に結合するRNAポリメラーゼの量を制限することで結果的にP1に誘導できる。優秀なプロモーターを選ぶことで、転写をより効率よくすると考えられている。

## ラクトースオペロンの変異
遺伝子の正常な塩基配列を変えると本来起こりえない異常な現象が現れる。これを変異と呼ぶが、ラクトースオペロンにおける変異由来の異常現象をまとめる。
オペレーターの変異は構造遺伝子を全く発現させないか、さもなくば負の制御を受け付けなくして常に引き起こす。前者を非誘導型変異 uninducible mutation、後者を構成的変異 constitutive mutation という。オペレーターの構成的変異はlac リプレッサーが結合できなくなるのが原因だ。直接つながっている遺伝子に働きかける(シスに働く cis-acting)ため、オペレーターは細胞内に対立遺伝子が存在していても影響されない。このような遺伝子の変異をシス優性 cis-dominant であるといい、ほかにいくつかラクトースオペロンがあってもそこでの正常・異常に左右されない。オペレーターの変異はあくまで隣の構造遺伝子にのみ及ぶ。
構成的変異はlac リプレッサーを生み出すlacI 遺伝子の変異（lacI -）でも起こるが、こちらは細胞内にあるすべてのラクトースオペロンに影響する。それゆえトランスに働く trans-acting といわれるが、シスに劣性であり、正常な遺伝子(lacI +)を導入すれば負の制御は回復する。対してシス優性のオペレーター変異は無効にならない。このことはラクトースオペロンの構成的変異がどの遺伝子によるものかを調べるのに役立つ。
ラクトースオペロンの非誘導型変異は遺伝学的に2つに分類される。一つはプロモーターに対してのもので、シス優性である。もう一つは、lac リプレッサーが誘導因子と結合しなくなることによるもので、lacI Sと表記する。この変質リプレッサーは正の制御を無視し、オペレーターと常に結合する。活性因子も正常なlac リプレッサーもこれを引き離すことはできない。
このように、lac リプレッサーは変異によりさまざまな派生型が存在するが、四量体であるため異なる種類のサブユニットが会合することもある。このようなヘテロ(異種)多量体はしばしば独自の性質を持つ。この特性を対立遺伝子間相補性 interallelic complementation と呼ぶ。ある種のリプレッサー変異では負の相補性 negative complementation を起こし、例えばlacI-dとlacI+遺伝子の組み合わせで見られる。lacI-dはオペレーターに結合できないlac リプレッサーを生産し、lacI-と同じく負の制御に役立たない。前述したように本来トランスに働く遺伝子の変異は劣性であるが、lacI-dは正常なlacI 遺伝子があっても負の制御を喪失させる。原因は、産生された「悪い」サブユニットは自身だけでなく、四量体の一部として「良い」サブユニットがオペレーターに結合することも妨げるためだ。このような、トランスに働く遺伝子における、野生型に対して優性な変異をドミナントネガティブ dominant negative 変異と呼ぶ。

## 歴史
オペロンの歴史は、1940年にジャック・モノーがβ-ガラクトシダーゼ の発現について研究し始めたときから始まる。ラクトースを代謝するこの酵素はラクトースやほかのガラクトシドの存在で増えることを発見した。モノーとメルビン・コーン (Melvin Cohn) らは抗体を用いてこのことを確認し、遺伝子が誘導されることが原因と知った。
モノーはβ-ガラクトシダーゼを産生できるのにラクトースを栄養に増殖できない変異についての研究から、同時に転写される遺伝子群の存在を知る。野生型と変異型に放射性ガラクトシドを与えたところ、β-ガラクトシダーゼ遺伝子が誘導されていないとどちらも摂取することができなかった。誘導すると野生型はできるが、変異型はしなかった。このことは、変異型はガラクトシドを取り込むのに必要な物質が欠けており、そしてそれはβ-ガラクトシダーゼとともに発現することを意味する。この仮想物質をモノーはガラクトシドパーミアーゼと名付けた。しかし、単離して存在を確認する前にタンパク質を命名したことは共同研究者の非難を招いた。モノーは後に「伝統的な二人の英国紳士は、名前や評判を互いによく知っていたとしても、正式に紹介されるまでは互いに話しかけたりしないという話を思い出した」と述べる。実験後にガラクトシドパーミアーゼの精製は行ったが、その過程でガラクトシドトランスアセチラーゼも得た。このタンパク質はβ-ガラクトシダーゼとガラクトシドパーミアーゼとともに発現するためだ。
こうして、1950年代までにモノーは、3つの酵素をガラクシドは同時に誘導することを確かめた。また、誘導を必要としない構成性変異体 constitutive mutation も発見していた。これは常に3つの遺伝子を覚醒させている。そこで、遺伝学が研究を大いに推し進めると考え、パスツール研究所で廊下のちょうど向こうで働いていたフランソワ・ジャコブ François Jacob と共同研究することにした。アーサー・パルディー Arthur Pardee の協力もあり、誘導を必要とする(誘導性 inductive )野生型の対立遺伝子と構成性変異体のとの両方を持つ部分二倍体 merodiploid の作製に成功した。誘導性対立遺伝子が優性であることは証明され、誘導前に発現を防ぐのは遺伝子ではなく別の物質であると判明する。構成性変異体はlac リプレッサーの遺伝子(lacI )が欠損していることはすぐに確認された。
lac リプレッサーLacIはDNAの特定領域に結合すると予想するのはたやすい。ジャコブとモノーはこれをオペレーターと名付け、変異の影響に大きな影響を受けると考えた。これもまた構成性変異の一つだ。存在を確かめるために2人は、lacI とは別の個所での変異が構成性変異を引き起こすことを証明することにした。区別の方法は、lacI の変異が優性であるのに対し、オペレーターのそれは劣性であるという理論だ。ジャコブはこの理論を次のように譬えた。細菌の部分二倍体における誘導性と構成性変異の両オペレーターを、1つの家に入るドアを制御する二つのラジオ受信機に、また二つのリプレッサー遺伝子を、ドアを閉じた状態にする同じ信号を送る送信機とする。一つのリプレッサー遺伝子が変異することは、送信機の一つが壊れることと同じである。しかし、もう一つの送信機は生きているので、両方のドアは閉ざされてしまう。すなわち両方の遺伝子群は抑制されるので、この変異は劣性だ。一方で、構成性変異の異常がオペレーターでのこととすると、受信機の一つは壊れることを意味する。閉鎖命令を受け付けないのでドアは開きっ放しになる。対してもう一つの機能する受信機のドアは閉ざされたままだ。すなわち、遺伝子の発現は行えるのでこの変異は優性のはずだ。このような、同じ遺伝子についてのみ優性で、部分二倍体のもう一つのDNA上では劣性な変異を、シス優性 cis-dominant という。ジャコブとモノーはシス優性（構成性オペレーター operator constitutive からOcで表す）を発見し、オペレーター存在の証明を果たした。
ジャコブとモノーの先駆的な研究ののち、1960年代にウォルター・ギルバート Walter Gilbert とBenno Muller-Hillはlac リプレッサーの部分的な精製に成功した。当時、遺伝子クローニングはまだ開発されておらず、最も感受性の強いバイオアッセイは特異的に結合するイソプロピルチオガラクトシド isopropylthiogalactoside:IPTG だった。しかし、そのままでは細胞をすり潰して得る粗抽出液のlac リプレッサー濃度は低すぎて検出できない。そこで、通常よりもIPTGに強く結合する変異 lacIt を持つ大腸菌を使用した。
DNAと結合したlac リプレッサーLacIをニトロセルロースフィルター結合法で検出できる。このことを利用し、ギルバートの方法で精製したlac リプレッサーを濃度ごとに分けて、メルビン・コーンは人工の誘導因子であるIPTGがあるかないかで結合する割合を調べた。この結果は誘導因子がオペレーターへの接近を阻害することを示す。コーンらは別の実験で、構成性変異オペレーター(lacOc)を含むDNAは、同程度結合されるために野生型のそれよりも高濃度を要求することも明らかにした。このことから、ジャコブとモノーがオペレーターとして定義したDNA領域はリプレッサーに結合されることを確かめられる。
オペレーターの占有がなぜ負の制御につながるかは諸説あるが、少なくとも転写を実行する酵素 RNAポリメラーゼ RNA polymerase を妨害すると考えられている。RNAポリメラーゼは転写を開始するためにプロモーターへ結合する必要があるが、それはちょうどオペレーターの隣だ。負の制御の解明は紆余曲折を経てきた。当初、lac リプレッサーはプロモーターに近づけさせない障害物だと考えられた。しかし、1971年にIra Pastanはlac リプレッサー存在下でも強固な結合は起きることを明らかにした。2つはDNAに同時に結合できることも、1987年にSusan StraneyとDonald Crothersらにより確認された。これらにより、以降しばらくlac リプレッサーは、DNAに結合した後のRNAポリメラーゼに影響すると考えられることになる。Barbara KrummelとMichael Chamberlinらは初期転写複合体の脱出を阻害すると考えた。この仮説が正しければ、アボーティブ転写産物は作られることになるが、Jookyung LeeとAlex Goldfarbらはlac リプレッサー存在下で6ntのRNAを得た。しかしながらLeeとGoldfarbらの実験と引用したほかの実験の条件は、RNAポリメラーゼとlac リプレッサーの濃度がはるかに大きいなど生体条件からかけ離れたものだった。そこで、Thomas Recordらは生体に近い条件でアボーティブ転写産物の合成速度を計測した。RNAポリメラーゼとラクトースオペロンプロモーターの複合体を作成し、(1)単独の場合(2)転写阻害剤のヘパリンを加えた場合(3) lac リプレッサーを加えた場合(4)複合体がない場合の4つを行った。(1)ではアボーティブ転写産物は問題なく合成されたが、(2)と(3)の結果は同様の阻害が起こったことを示す。ヘパリンは遊離しているときに結合し、DNAと結合しないようにするタンパク質であり、すなわちDNAとの間でどちらが先にRNAポリメラーゼに出会うか競合する。このような阻害様式は競合阻害といい、lac リプレッサーがこの形式の阻害剤であることは明らかだ。現在ではDNA結合をRNAポリメラーゼと競合するという初期の仮説が有力だ。
1978年にウィリアム・レズニコフはラクトースオペロンの主要なプロモーターの22 bp上流に別のプロモーターがあることを発見する。
1984年にWing Wuとドナルド・クラザーズ (Donald Crothers) はCAP-cAMPによるDNAの屈曲 DNA bending を電気泳動により測定した。DNAは曲がると移動度が小さくなり、折れた部分が中央に近いほど顕著になる。クラザーズはこれを利用した。まず、アクチベーター結合部位が異なる同じ長さのDNA断片を複数用意し、全てCAP-cAMP複合体に結合させた。電気泳動にかけ、測定した移動度の差から屈曲の角度を90°と見積もった。これは1991年に修正され、トーマス・アーサー・スタイツ Thomas Arthur Steitz により約100度であると決定された。
1996年にミッチェル・ルイス (Mitchell Lewis) はlac リプレッサーおよびオペレーターを含む21 bpのDNA断片との複合体をX線結晶構造解析した。この結果、lac リプレッサー四量体の2つの二量体はそれぞれDNAの異なる部位に結合することは明らかになった。
2002年にリチャード・エブライトが、DNAとCAP-cAMP複合体とRNAポリメラーゼのαCTDとの複合体をX線結晶構造解析した。αCTDが結合しやすいよう、CAP結合部位に隣接する配列を親和性の大きいA-T高含有配列(5’-AAAAAA-3’)に変えた。